# 本庄繁
本庄 繁（ほんじょう しげる、1876年（明治9年）5月10日 - 1945年（昭和20年）11月20日）は、日本の陸軍軍人。第10師団長・関東軍司令官・侍従武官長を歴任し階級は陸軍大将正三位勲一等功一級男爵に至る。軍を退いてからは軍事保護院総裁や枢密顧問官を務める。
長男一雄は陸軍主計中佐。彼は父の死後、襲爵の手続きを行わなかった。娘は山口一太郎陸軍大尉に嫁ぐ。本庄は書を心得、剣華と号す。渾名は「たくわん石」。

## 経歴
1876（明治9）年5月10日、本庄常右衛門の長男として兵庫県多紀郡（現・丹波篠山市）に生まれる。生家は農家であった。本庄氏は多紀郡の有力国人酒井氏に仕えた名家で、戦国期には明智光秀の丹波平定時に主君とともに没落した。
兵庫・私立鳳鳴義塾（現・兵庫県立篠山鳳鳴高等学校）で学び、1894年（明治27年）9月陸軍幼年学校に進む。1896年（明治29年）5月、陸軍中央幼年学校を卒業し、同9月、陸軍士官学校に入校。1897年（明治30年）11月、士官学校（9期）を卒業する。
1898年（明治31年）6月に陸軍歩兵少尉に任官され、歩兵第20連隊附を命ぜられる。本庄は士官候補生第9期であるが、この同期には他に大将まで進むものが5人いる。真崎甚三郎・阿部信行・荒木貞夫・松井石根・林仙之である。1900年（明治33年）11月、中尉に進級し陸軍士官学校生徒隊附となり、1902年（明治35年）8月から陸軍大学校（19期）に入校するが、1904年（明治37年）2月、日露戦争を理由に中退となり同年4月、歩兵第20連隊中隊長に任ぜられ5月から出征する。同6月、戦地に於いて大尉に進級し、10月に戦傷。11月に帰還し、1905年（明治38年）1月から陸軍省出仕の辞令が下り大臣官房附となる。1906年（明治39年）3月に陸軍大学校に復校し、翌年11月に卒業。参謀本部出仕に移る。
1908年（明治41年）4月、参謀本部員・同年9月の参謀本部附を経て同12月から参謀本部員の資格で北京・上海に駐在。1909年（明治42年）5月、少佐に進級し、1913年（大正2年）1月に内地に戻り参謀本部支那課員となる。同年6月から陸軍大学校兵学教官を兼ね、1915年（大正4年）6月の中佐進級の後、7月からヨーロッパに出張。1916年（大正5年）3月に帰国し、1917年（大正6年）8月6日、参謀本部支那課長代理、1918年（大正7年）6月10日、大佐に進級して参謀本部支那課長となる。1919年（大正8年）4月1日、歩兵第11連隊長に移り、同年8月からシベリア出兵に参加。大正9年（1920年）8月に帰還し、1921年（大正10年）5月には参謀本部附で張作霖軍事顧問に就任する。1922年（大正11年）8月少将に進級、1924年（大正13年）8月には歩兵第4旅団長に進む。1925年（大正14年）5月支那在勤帝国公使館附陸軍武官に就任。1927年（昭和2年）3月、中将に進み、1928年（昭和3年）2月には第10師団長に親補される。

### 満洲事変

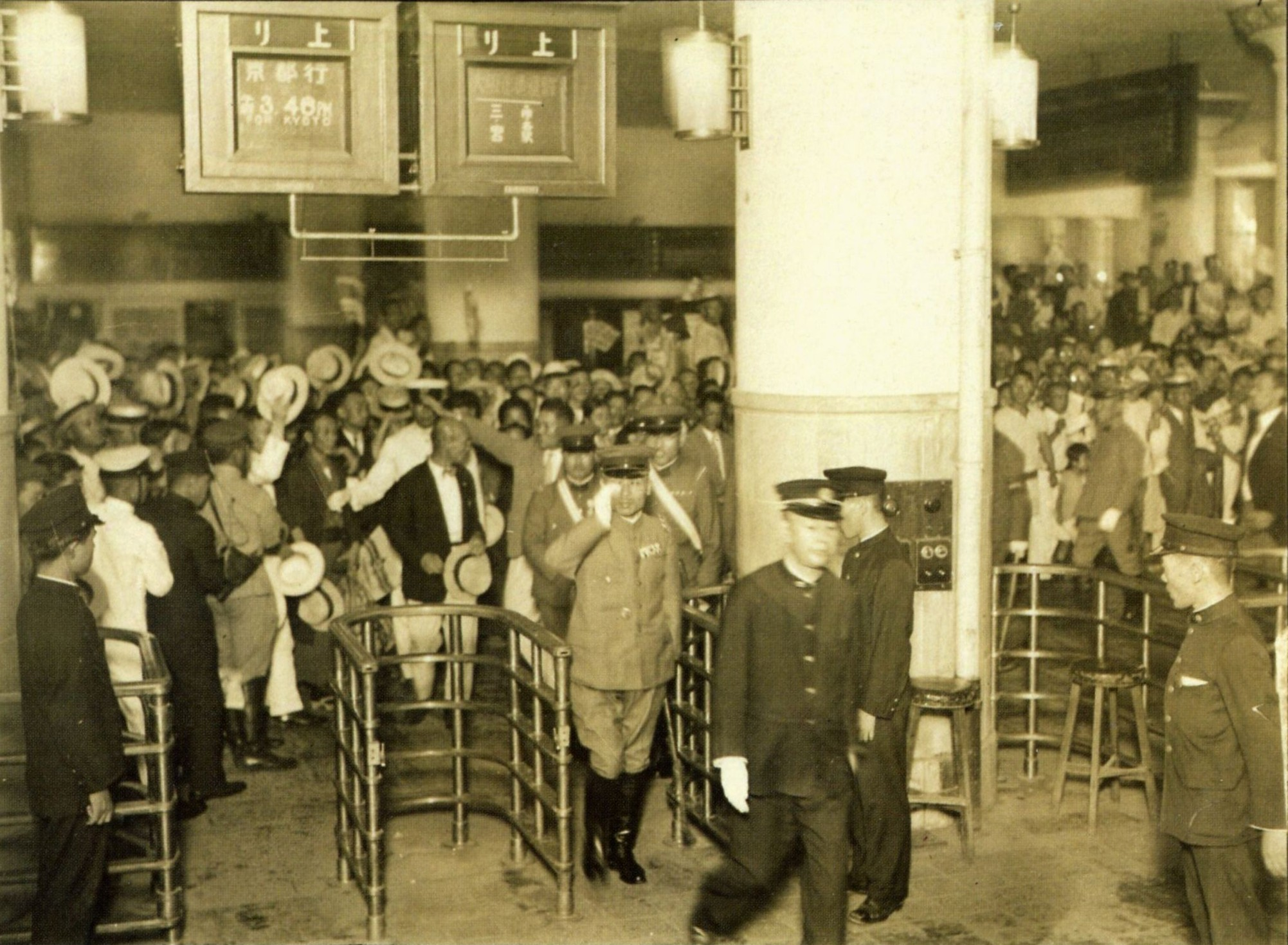
神戸駅から東京に向かう本庄繁（神戸駅にて）朝日新聞社

1931年（昭和6年）8月1日、菱刈隆大将の後を受けて関東軍司令官に就任。就任前から南次郎陸軍大臣とも打ち合わせがあった旨を、満洲軍の高級参謀板垣征四郎大佐とのやり取りで確認されていた、と半藤一利は述べる。その1ヶ月後に柳条湖事件が起こる。元々本庄が満洲に渡る前から満洲の情勢は不安定であり、1928年（昭和3年）6月4日の張作霖爆殺事件や、その子張学良の満鉄併行線建設、万宝山事件や中村大尉事件等の事件が続発している状態だった。本庄は柳条湖事件の報せを旅順の官舎で聞いた。本庄は9月7日から大石橋・鞍山・奉天・興安嶺・長春・遼陽と各駐屯部隊の検閲を行い、18日午後10時にようやく帰宅したところであった。
その1時間後、風呂で疲れを取っているところに高級参謀の板垣征四郎から緊急の電話が入った。午後10時30分頃奉天で支那軍と戦闘が始まり、緊急時であるから板垣の独断で独立守備隊を動かしたとの連絡だった。直ちに本庄は軍装に着替え、軍用列車で奉天へ向った。この間作戦参謀の石原莞爾が持参した遼陽にある第2師団の奉天派遣を決裁し、全関東軍に出動を命じた。本庄は全軍出動について不安があったようだが、移動中の軍用列車の中で大丈夫かを石原に尋ねると石原は『絶対に問題は起こりません。関東軍司令部条例第三条、軍司令官の管外出兵権条項に基づくものです』と答えた。奉天は関東軍によって占領され奉天特務機関長の土肥原賢二大佐が奉天臨時市長に就き、その他の満鉄沿線地帯もまた占領されていった。参謀本部はこの件につき「関東軍の出兵は自衛権の発動であるから認めるが、これ以上は武力行使を拡大しない」という方針を後から決定し、政府もこれを追認して閣議決定した。しかしながら、中央の命令なしで越境出撃した朝鮮軍の応援を得て、関東軍は錦州、ハルビンと占領地を拡大し続けた。
中華民国側は蔣介石がこの件を国際連盟に提訴するが、イギリス代表が日本への信頼感を表明したため、蔣介石の思惑はあたらなかった。その後1932年（昭和7年）3月1日に満洲国の建国が宣言され、本庄は1932年（昭和7年）8月8日に軍事参議官の辞令が出たため東京へ戻り、関東軍の軍状について天皇に拝謁し奉告する。天皇の下問の中に「柳条湖事件は関東軍の陰謀であるという噂を聞くが、真相はどうか」とあった。これに対し本庄は「関東軍並びに司令官である自分は絶対に謀略はやっておりませぬ」と答え、天皇は「そうか、それならよかった」と述べた 。1933年（昭和8年）3月23日勲一等瑞宝章を受章、4月から侍従武官長となり、6月には陸軍大将に親任される。7月28日、満洲事変の功により功一級金鵄勲章を受章。1934年（昭和9年）4月29日、勲一等旭日大綬章受章。この他満洲国から大勲位蘭花大綬章を受章、1935年（昭和10年）12月26日には日露戦争・第一次世界大戦・満洲事変の功により男爵を授爵し華族に列せられる。

### 二・二六事件
昭和天皇に近侍する侍従武官長在任時（1933年4月〜1936年3月）に二・二六事件が発生した。
娘婿の歩兵第1連隊中隊長山口一太郎大尉は決行当日に歩一の週番司令として反乱部隊に協力した。山口は伊藤常男少尉を使者として本庄のもとに送り、兵500が出動したこと、推測される襲撃目標とを伝えた。山口が伊藤に託したメモには「今出たから、よろしく頼む」と記されており、これは事件首謀者たち、山口、本庄の間で事前に了解があったことが示唆される。
本庄は憲兵司令官岩佐禄郎中将、侍従武官中島鉄蔵少将に電話連絡して宮中に向かった。本庄がさらに襲撃目標とされていた人々に直接連絡をしておけば、殺害時刻が遅かった渡辺錠太郎教育総監については被害を免れることが可能だったのではとの指摘もある。
事件翌日の27日、事件の収拾に概ねの方針が定まり、叛乱軍鎮定の奉勅命令が下された。本庄は「御前に進むこと十三回」青年将校の国を思う精神は認めてほしい旨を幾度も奏上するなど反乱部隊に利する言動を繰り返したが、昭和天皇は事件の報せを聞いて以来一貫して断固鎮定の方針を変えなかった。この経緯は本庄の手による日記に詳しく記されている。二・二六事件後の1936年（昭和11年）3月、待命となり翌4月に予備役編入。

### 退役後
軍を退いてからは
1937年（昭和12年）4月3日、満洲国皇弟、愛新覚羅溥傑と嵯峨浩子との媒酌人を務めた。
1938年（昭和13年）4月に新設の傷兵保護院総裁、1939年（昭和14年）7月から軍事保護院総裁となり、1945年（昭和20年）5月からは枢密顧問官に就任する。同年9月から「財団法人遺族及び傷痍軍人並退職軍人補導会」理事長を兼ねる。

### 最期
終戦後の1945年11月19日、連合国軍最高司令官総司令部は、日本政府に対し本庄ら11人を戦争犯罪人として逮捕し、巣鴨刑務所に拘禁するよう命令。
翌20日、本庄は青山の旧陸軍大学校内の補導会理事長室で自決。額田坦元陸軍中将の『陸軍省人事局長の回想』によると「あらかじめ青酸カリを飲んだ上で、割腹し、頸動脈を切って自決した」、検視書には「まず刀を左下腹部深さ二寸に突き立て、之を右下腹まで一文字に引き回し、さらに之を繰り返すこと二、次いで心臓部を刺すこと同じく三度、最後に又もや三度右頸動脈部を深さ五分、長さ実に五寸に切り裂き事を畢られたり」という壮絶な最後であった。69歳没。
死去にあたり天皇から祭粢料が、天皇、皇后より盛菓子が下賜された。墓所は東京都・多磨霊園。

## 栄典
位階
- 1898年（明治31年）7月21日 - 正八位[9]
- 1901年（明治34年）2月28日 - 従七位[9]
- 1904年（明治37年）8月17日 - 正七位[9]
- 1909年（明治42年）7月20日 - 従六位[9]
- 1914年（大正3年）9月1日 - 正六位[9]
- 1918年（大正7年）7月10日 - 従五位[9]
- 1922年（大正11年）9月11日 - 正五位[9][10]
- 1927年（昭和2年）4月1日 - 従四位[9]
- 1929年（昭和4年）5月2日 - 正四位[9]
- 1932年（昭和7年）5月16日 - 従三位[9]
- 1935年（昭和10年）6月1日 - 正三位[9]
- 1944年（昭和19年）7月15日 - 従二位[9]

勲章等
- 1906年（明治39年）4月1日 - 勲五等双光旭日章・功四級金鵄勲章・明治三十七八年従軍記章[9]
- 1912年（大正元年）8月1日 - 韓国併合記念章[9]
- 1914年（大正3年）5月16日 - 勲四等瑞宝章[9]
- 1915年（大正4年）11月7日 - 旭日小綬章・大正三四年従軍記章[9]
- 1918年（大正7年）9月29日 - 勲三等瑞宝章[9][11]
- 1920年（大正9年）2月1日 - 旭日中綬章・功三級金鵄勲章[9]
- 1926年（大正15年）9月25日 - 勲二等瑞宝章[9]
- 1933年（昭和8年）3月23日 - 勲一等瑞宝章[9][12]
- 1934年（昭和9年）4月29日 - 旭日大綬章・功一級金鵄勲章[9]
- 1935年（昭和10年）12月26日 - 男爵[9][13]
- 1940年（昭和15年）
  - 4月29日 - 金杯一組台付[9]
  - 8月15日 - 紀元二千六百年祝典記念章[9]
- 1945年（昭和20年）1月15日 - 御紋付木杯[14]

外国勲章佩用允許
- 1909年（明治42年）9月8日 - 大清帝国：三等第一双龍宝星[9]
- 1912年（明治45年）6月5日 - フランス共和国：レジオンドヌール勲章シュヴァリエ[9]
- 1918年（大正7年）8月6日 - 支那共和国：三等文虎勲章[9]
- 1916年（大正5年）7月11日 - 支那共和国：三等宝光嘉禾章[9]
- 1934年（昭和9年） 大勲位蘭花大綬章
- 1935年（昭和10年）9月21日 - 満洲帝国：満洲帝国皇帝訪日記念章[15]
- 1941年（昭和16年）12月9日 -  満洲帝国：建国神廟創建記念章[9]

## 関連書籍
- 林政春 『陸軍大将本庄繁』青州会陸軍大将本庄繁伝記刊行会 （昭和42年）非売品
- 林政春 『満州事変の関東軍司令官 本庄繁』大湊書房（昭和52年）
- 本庄一雄編　『武人青州』　昭和55年
- 『本庄日記』　原書房（昭和42年、新版平成17年）、ISBN 4562039493
- 『本庄繁日記　（I・II）』、山川出版社（昭和57-58年）
- 宮崎滔天、萱野長知、北一輝　『アジア主義者たちの声（中）』　書肆心水、2008年。